# Villaverde (Madrid)
Villaverde är ett distrikt i södra Madrid (Spanien). Tidigare utgjorde det en oberoende kommun (municipio), den sista som blev inkorporerad med Madrid, den 31 juli 1954.

## Geografiska uppgifter
Distriktet Villaverde gränsar i väster till Leganés, i söder till industrizonen i Getafe, i öster till distriktet Villa de Vallecas genom gränsen som bildas av Manzanares, och i norr med distriktet Usera, från vilket det skiljs genom ringleden M-40. Distriktets area uppgår till 2 028,65 ha.
Medelhöjden över havet varierar mellan 603 m för Ciudad de los Ángeles och 596 m för Villaverde Alto.
Innan Villaverde gick upp som en del i Madrid omfattade det, förutom det nuvarande distriktet, större delen av Usera och en liten bit av Vallecas.

## Administrativ indelning
Distriktet Villaverde indelas (2006) i följande stadsdelar (barrios):
- San Andrés, som bildas av Villaverde Alto, Plata y Castañar, Colonia Marconi och industriområdet i Villaverde.
- San Cristóbal, som bildas av kvarteret San Cristóbal de los Ángeles.
- Butarque, som efter San Andrés är den största stadsdelen i distriktet Villaverde.
- Los Rosales, som bildas av Villaverde Bajo, Los Rosales,  Oroquieta och El Espinillo.
- Los Ángeles, som bildas av Ciudad de los Ángeles, San Luciano, San Nicolás och El Cruce.

## Befolkning och demografi
Befolkningen uppgår till 126 802 invånare enligt folkräkningen 2001.

## Villaverdes historia

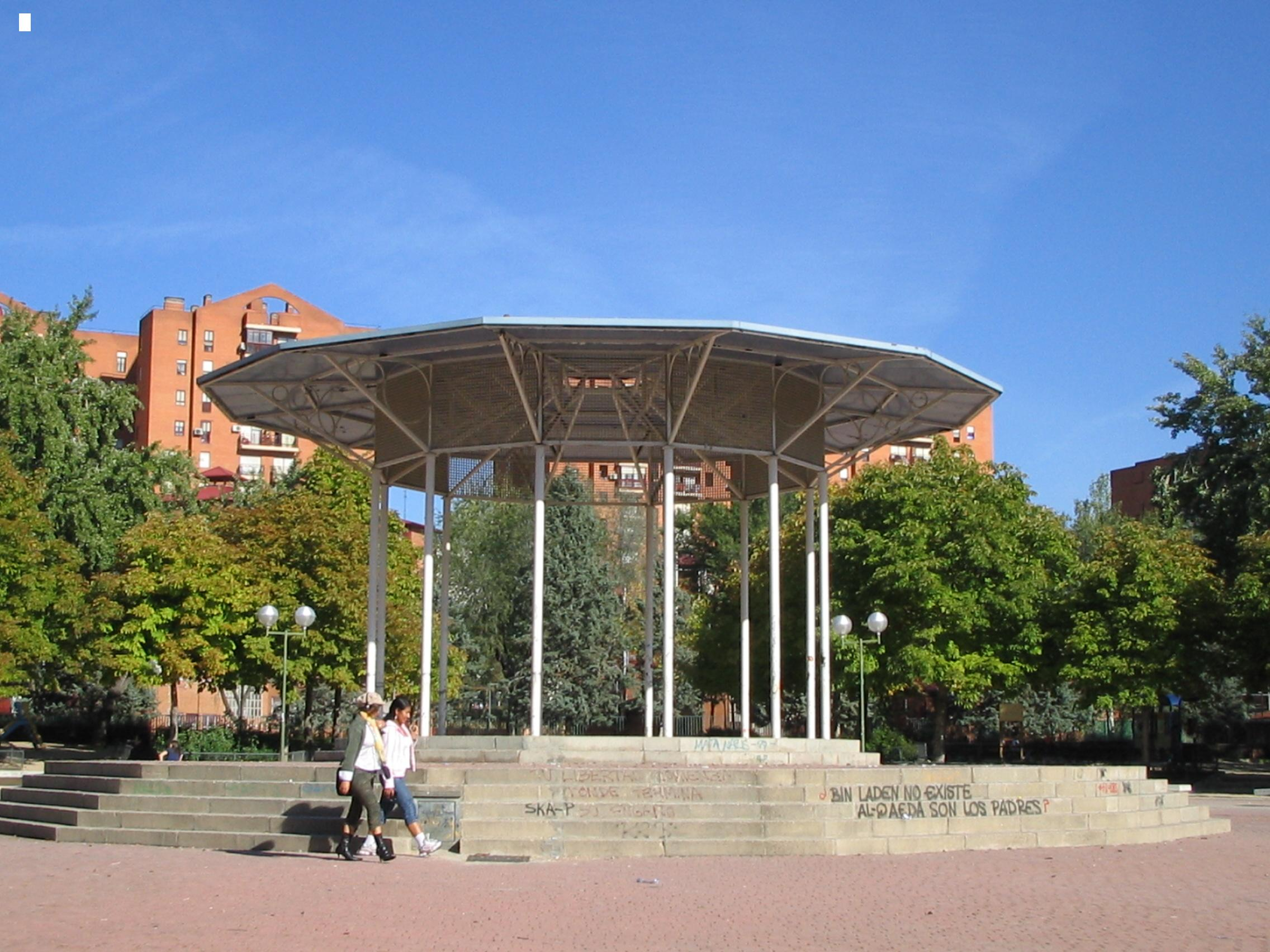
Parken Ciudad de los Ángeles.

De första omnämnandet av Villaverde går tillbaka till återerövringen av Madrid av Alfons den VI av Kastilien 1085 med hjälp av medlemmar i Santiagoorden. Som tack donerade kungen, enligt traditionen, jordområden intill vadstället över Manzanares i riktning Vallecas till riddare i nämnda orden. På dessa jordområden bildades en liten by kallad Vado de Santiago el Verde i närheten av en lantgård av arabiska ursprung, med trädgård, vattenhjul och köksträdgård, kallad La Algarrada.
På grund av oklara skäl (fastän det förmodligen berodde på den höga fuktigheten i området, eller på de återkommande översvämningarna av floden Manzanares) flyttades byn till dess nuvarande plats, belägen mellan Butarque och Malvecino. 
I en kungörelse av Ferdinand III utfärdad i Madrid 1222 omnämns Villaverde som en av de sexmos eller landskapsområden som var beroende av Madrid. Sexmo de Villaverde inkluderade Villaverde, Getafe, Fuenlabrada, Torrejón de la Calzada, Casarrubuelos, Humanejos och Perales.
Mellan 1413 och 1414 verkar byarna Santiago el Verde och La Algarrada vara avfolkade och det existerande samhället är Villaverde. Nära byn finns ermitorna Santiago el Verde (senare förd till den ermitan Atocha i Madrid av riddaren Caballero Gracián Ramírez) y la Magdalena.

## Daghem och utbildning
I Villaverde finns 25 barndaghem (6 allmänna och 19 privata), 19 allmänna skolor låg- och mellanstadiet, 5 utbildningsinstitut för högstadiet och 11 privatskolor (med och utan concierto).